# Bob Siebenberg
Bob Siebenberg, (født Robert Layne Siebenberg 31. oktober 1949 i Glendale, Californien) også kendt som C. Benberg, er et medlem af det britiske progressive rockband Supertramp, hvor han spillede trommer og slagtøj og i øvrigt var den eneste amerikaner i Supertramps i gruppens succesperiode.
Siebenbergs søn Jesse har også spillet med i bandet siden udgivelsen af deres livealbum It Was The Best Of Times (live; 1999) og medvirker ved flere af de seneste koncerter og album.
Bob Siebenberg udgav et soloalbum kaldet Giants in Our Own Room i 1984 (som "Siebenberg"), hvor han synger halvdelen af sangene og spiller keyboard og trommer.
På Giants in Our Own Room spillede Siebenberg sammen med Scott Gorham fra Thin Lizzy, Steve Ferris fra Mister Mister, Procol Harum trommeslageren B.J. Wilson, Kerry Hatch fra Oingo Boingo og John Helliwell. Derek Beauchemin, en af Siebenbergs gamle venner, hjalp med at skrive sange og spille keyboards.
Siebenberg spillede også med i et band kaldet Heads Up, som udgav albummet The Long Shot i 1989. På dette album medvirkede Siebenberg, Dennis O'Donnell, Mark Hart, Brad Cole, John Helliwell, Marty Walsh og Scott Gorham på guitar.
I 1989 blev Siebenberg den første større kunstner til at komponere musik til et computerspil i Sierra On-line's Space Quest III: The Pirates of Pestulon.
Siebenberg lader til i øjeblikket at arbejde på endnu et soloalbum, The Glendale River, som har været undervejs siden 1997. 

## Fodnoter
1. ↑  Erlewine, Stephen Thomas. "Supertramp". Allmusic. Hentet 15. august 2011.
2. ↑  "Bob Siebenberg Solo Recordings". Arkiveret fra originalen 14. juni 2007. Hentet 27. november 2006.